# Szymon Żurkowski
Szymon Żurkowski, född 25 september 1997 i Tychy, är en polsk fotbollsspelare som spelar för Empoli på lån från Spezia och Polens herrlandslag i fotboll.